# Stefan Drews (Leichtathlet)
Stefan Drews (* 12. Februar 1979 in Hamburg) ist ein ehemaliger deutscher Mehrkämpfer. Er startete zuletzt für den TSV Bayer 04 Leverkusen. Sein Wettkampfgewicht betrug 72 kg bei einer Körpergröße von 1,87 m.
Mit 13 Jahren kam Drews zur Leichtathletik, betrieb vorher allerdings Judo. Im Jahr 2001 übersprang er im Stabhochsprung erstmals 5,30 m und erreichte im Zehnkampf das erste Mal mehr als 8000 Punkte.
1993 gewann er die deutsche Jugendmeisterschaft im Vierkampf sowie 1994 mit deutscher Bestmarke im Blockwettkampf (Schwerpunkt Sprint und Sprung). Er war als Zehnkämpfer Vierter bei den Juniorenweltmeisterschaften 1998, Deutscher Juniorenmeister 2001 und Deutscher Hallenmeister 2003, 2004 und 2006. Bei den Europameisterschaften 2006 in Göteborg erreichte er den siebten Rang mit 8105 Punkten. Seine Bestleistung stellte er am 24. und 25. Juni 2006 beim Mehrkampfmeeting in Ratingen auf 8233 Punkte mit folgenden Einzelergebnissen: 100 Meter 10,70 s; Weitsprung: 7,54 m; Kugelstoßen: 13,68 m; Hochsprung: 1,88 m; 400 Meter: 47,86 s; 110 Meter Hürden: 14,24 s; Diskuswurf: 41,67 m; Stabhochsprung: 5,35 m; Speerwurf: 50,81 m; 1500 Meter: 4:25,60 min. Seine persönliche Bestleistung im Stabhochsprung betrug 5,55 m, aufgestellt am 28. Juli 2006 in Leverkusen.
Drews wurde zuletzt von Axel Berndt trainiert, davor von Helmut Heins. Bei Bayer Leverkusen trainierte er seit 2004, zuvor war er bei MobilCom Zehnkampfwelle Kiel (1997–2004), bis 1997 beim BSV Buxtehude und davor bis 1995 beim Harburger TB. Drews beendete seine Karriere nach der Saison 2009.

## Bisherige Erfolge
- Vierter Juniorenweltmeisterschaften 1998
- Deutscher Juniorenmeister 2001
- Deutscher Hallenmeister 2003, 2004, 2006
- Deutscher B-Jugendmeister 2002
- Olympiateilnahme 2004 - 19. Platz
- 7. Platz Europameisterschaften 2006